# Livio Pavanelli
Livio Cesare Pavanelli (Copparo, 7 settembre 1881 – Roma, 29 aprile 1958) è stato un attore, sceneggiatore, regista e produttore cinematografico italiano.

## Biografia
Nato da una ricca famiglia di agrari e negozianti ferraresi - il padre Andrea Pavanelli fu tra l'altro un patriota e personaggio di spicco del Risorgimento italiano - si trasferì ancora bambino, a seguito di alcuni rovesci finanziari patiti dall'agiata famiglia, con i genitori a Bologna dove frequentò l'istituto tecnico.
Da adolescente girò per l'Italia in ricerca di stimoli ed emozioni ed a Venezia, nel 1898, subì la forte infatuazione per il teatro vedendo recitare una compagnia di girovaghi. Si avvicinò pertanto alla carriera teatrale lavorando con diverse compagnie, recitando fra gli altri con Antonio Gandusio, per giungere poi, nel 1902, alla compagnia veneta di Emilio Zago. Passò poi alla compagnia di Gustavo Salvini ed Ermete Zacconi per finire poi con Eleonora Duse della cui compagnia diventò elemento fisso per nove anni, essendole a fianco anche nelle tournée all'estero.

## Il cinema

Pavanelli e Pina Menichelli nel film La seconda moglie

Iniziò la sua attività cinematografica negli anni dieci interpretando diversi film come protagonista fra i quali Il delitto della via di Nizza (1913), Il romanzo di due vite (1913), L'ereditiera (1914) di Baldassarre Negroni, e Carnevalesca (1918) di Amleto Palermi.
Successivamente, confermandosi un autentico divo del muto, interpretò vari successi fra cui La verità nuda (1921) di Telemaco Ruggeri e, sempre di Palermi, La seconda moglie (1922) e La biondina (1923), anno in cui girò anche Il sacco di Roma di Enrico Guazzoni, poi Saitra la ribelle (1924) e Cavalleria rusticana (1924).
Nel 1928 recitò in Scampolo di Augusto Genina. Il suo nome comparve a fianco delle più celebrate dive del momento, da Francesca Bertini a Lyda Borelli, da Pina Menichelli a Maria Jacobini, da Hesperia a Mercedes Brignone, da Leda Gys a Elena Sangro.

## Attore in Germania
A seguito della crisi del cinema italiano, Pavanelli emigrò prima in Austria e quindi in Germania dove proseguì con successo la sua carriera d'attore recitando accanto alle più grandi dive, come Marcella Albani, Lya De Putti, Olga Tschechowa e Ossi Oswalda.

## Il ritorno in Italia e il declino
Tornò in Italia con l'avvento del sonoro e recitò in diversi film fra i quali Pergolesi di Guido Brignone (1933), accanto a Dria Paola, e L'ultimo dei Bergerac di Gennaro Righelli, tuttavia la sua stella iniziò a declinare.
Diventò anche produttore - tra i film realizzati Vivere! (1937), grande successo interpretato da Tito Schipa e da lui prodotto per la Appia Film - sceneggiatore e regista - queste due ultime attività intraprese sin dal muto - tornando spesso a privilegiare il cinema tedesco e dirigendo, nel 1942, il suo unico lungometraggio italiano: Solitudine. Nel 1939 fu sceneggiatore del film La mia canzone al vento di Guido Brignone. Il suo ultimo film come attore fu L'altra (1947) di Carlo Ludovico Bragaglia.
Morì all'ospedale San Giovanni di Roma il 29 aprile 1958.

## Filmografia parziale

### Attore
- Il romanzo di due vite, regia di Attilio Fabbri (1913)
- L'ereditiera, regia di Baldassarre Negroni (1914)
- La danza dei milioni di Baldassarre Negroni (1914)
- Il re dell'Atlantico, regia di Baldassarre Negroni (1914)
- Mezzanotte, regia di Augusto Genina (1915)
- La piovra, regia di Edoardo Bencivenga (1919)
- La seconda moglie, regia di Amleto Palermi (1922)
- La biondina, regia di Amleto Palermi (1923)
- Il sacco di Roma, regia di Enrico Guazzoni e Giulio Aristide Sartorio (1923)
- Cavalleria rusticana, regia di Mario Gargiulo (1924)
- Un giorno a Madera, regia di Mario Gargiulo (1924)
- Ich liebe dich, regia di Paul L. Stein (1925)
- Kammermusik, regia di Carl Froelich (1925)
- Ledige Töchter, regia di Carl Boese (1926)
- Florette e Patapon, regia di Amleto Palermi (1927)
- Gli esiliati del Volga (Heimweh), regia di Gennaro Righelli (1927)
- Scampolo, regia di Augusto Genina (1928)
- Gefährdete Mädchen, regia di Hans-Otto Löwenstein (1928)
- Il cane di Baskerville (Der Hund von Baskerville), regia di Richard Oswald (1929)
- Ehestreik, regia di Carl Boese (1930)
- Perché no?, regia di Amleto Palermi (1930)
- I cadetti di Vienna (Liebeskommando), regia di Géza von Bolváry (1931)
- La canzone del sole, regia di Max Neufeld (interpreta anche l'edizione tedesca, Das Lied der Sonne) (1933)
- Pergolesi, regia di Guido Brignone (1933)
- Non c'è bisogno di denaro, regia di Amleto Palermi (1933)
- L'ultimo dei Bergerac, regia di Gennaro Righelli (1934)
- La canzone del sole, regia di Max Neufeld (1934)
- Ballerine, regia di Gustav Machatý (1936)
- L'altra, regia di Carlo Ludovico Bragaglia (1947)

### Regista
- Silvio Pellico (1915)
- Solitudine (1941)

### Sceneggiatore
- La mia canzone al vento, regia di Guido Brignone (1939)

### Produttore
- Vivere!, regia di Guido Brignone (1937)
- Miliardi, che follia! di Guido Brignone (1942)